# Vilkkilä
Vilkkilä este o arie protejată (arie specială de conservare — SAC, sit de importanță comunitară — SCI) din Finlanda întinsă pe o suprafață de 22 ha, integral pe uscat.

## Localizare
Centrul sitului Vilkkilä este situat la coordonatele 60°31′03″N 27°42′13″E / 60.5175°N 27.7036°E.

## Înființare
Situl Vilkkilä a fost declarat sit de importanță comunitară în iunie 2005 pentru a proteja 1 specie de animale. Situl a fost protejat și ca arie specială de conservare în aprilie 2015.

## Biodiversitate
Situată în ecoregiunea boreală, aria protejată nu include niciun habitat protejat.
La baza desemnării sitului se află o specie protejată de  nevertebrate: libelule (Leucorrhinia pectoralis).